# Abid Hamid Mahmud al-Tikriti

Abid Hamid Mahmud al-Tikriti

Abid Hamid Mahmud al-Tikriti (circa 1957 – overleden 7 juni 2012) was een Iraaks militair. Hij was de presidentieel secretaris en lijfwacht van president Saddam Hoessein.
Mahmud was na Saddam en zijn zoon Koesai Hoessein de machtigste man in Irak. Hij had toegang tot alle staatsgeheimen en zou een van de weinigen zijn die het volledige vertrouwen van Saddam Hoessein genoot. Hij was vaak aan de zijde van de vroegere dictator te vinden.
Hij was nummer vier op de lijst van meest gezochte personen tijdens de Irakoorlog. Op woensdag 18 juni 2003 werd hij gearresteerd. Op 29 april 2008 verscheen hij voor het Iraq Special Tribunaal, gevormd door de Iraakse interim-regering en stond terecht met zes anderen, inclusief Tariq Aziz, Ali Hassan al-Majid, Watban Ibrahim al-Tikriti en Sabawi Ibrahim al-Tikriti.
Op 26 oktober 2010 werd Mahmud tot de dood veroordeeld, samen met medeverdachten Aziz en Saadoun Shaker. Op 7 juni 2012 werd hij opgehangen.